# Lotte Group
Lotte Group é um conglomerado (chaebol) japonês e sul-coreano.
Em 2012, contava com mais 60 unidades de negócio e empregava cerca de 60.000 pessoas em diversos ramos, tais como hotelaria, indústria química, varejo, construção, entretenimento, doces, bebidas, fast food, publicações, TI e eletrônicos[carece de fontes?].